# The X-Rays
The X-Rays (známý také jako The X-Ray Fiend) je britský němý film z roku 1897. Režisérem je George Albert Smith (1864–1959). Natáčení probíhalo 6. října 1897. Film měl premiéru v říjnu 1897.
Nutno podotknout, že film vznikl zhruba jen dva roky po objevení rentgenového záření Wilhelmem Conradem Röntgenem. Georges Méliès se filmem inspiroval a o rok později vytvořil svůj vlastní snímek Les Rayons X.

## Děj
Muž se dvoří ženě. Když jí políbí ruku, oba zasáhne rentgenového záření, které je promění v lidské kostry. Změny si ale nevšimnou a pokračují v diskusi. Po několika sekundách se promění zpět. Na konci žena muže odmítne a odejde od něj.